# Horaga taweya
Horaga taweya är en fjärilsart som beskrevs av Cowan 1966. Horaga taweya ingår i släktet Horaga och familjen juvelvingar. Inga underarter finns listade i Catalogue of Life.